# Малек, Петр
Петр Малек (чеш. Petr Málek, 26 ноября 1961, Моравски-Крумлов, Чехословакия — 30 ноября 2019,  Эль-Кувейт, Кувейт) — чешский стрелок, выступавший в дисциплине скит стендовой стрельбы. Серебряный призёр Олимпийских игр 2000. Двукратный чемпион мира в командных соревнованиях.

## Карьера
Петр Малек стал первым чешским призёром Олимпийских игр в ските, завоевав серебро на Олимпийских играх 2000 года в Сиднее. Он также участвовал на Олимпийских играх 1992 года в Барселоне, заняв там 20 место. В активе Малека также 2 титула чемпиона мира, 3 победы на европейских чемпионатах и золото финала кубка мира 2000 года. Скоропостижно скончался 30 ноября 2019 года, через 4 дня после своего 58-летия. Это произошло в Кувейте во время тренировки, где Малек тренировал местных стрелков. 12 декабря 2019 года был похоронен на родине.

## Достижения
Серебряный призёр Олимпийских игр 2000
 Чемпион мира 1990 и 2000
 Серебряный призёр чемпионата мира 1998
 Бронзовый призёр чемпионата мира 1991
 3-кратный чемпион Европы
 3-кратный серебряный призёр чемпионатов Европы
 3-кратный бронзовый призёр чемпионатов Европы
 Победитель этапа кубка мира в Никосии 2000
 Серебряный призёр этапа кубка мира в Никосии 1994

## Личная жизнь
Петр Малек был женат, у него 3 детей (2 сына и дочь). Старший сын Петр также занимался стрельбой, выступал за чешскую сборную на международных соревнованиях. Младший сын Якуб работал тренером по стрельбе вместе с отцом в Кувейте.